# Coupe du monde féminine des clubs de handball
Le Super Globe féminin ou Coupe du monde féminine des clubs est une compétition annuelle de handball organisée par la Fédération internationale de handball (IHF), mettant aux prises les meilleures équipes de club des cinq continents. 

## Historique
La première édition s'est tenue en 2019 et a été remportée par le club angolais du CD Primeiro de Agosto. Pour des questions de visa et d'organisation tardive, aucun club européen ne participe à cette première édition.

## Palmarès
Le tableau suivant récapitule pour chaque édition de la compétition le palmarès du tournoi, la ville hôte, et le nombre de participants.
| N°  | Édition | Ville hôte | Vainqueur             | Finaliste           | Troisième place | Participants |
| --- | ------- | ---------- | --------------------- | ------------------- | --------------- | ------------ |
| 1re | 2019    | Wuxi       | CD Primeiro de Agosto | China National Club | Concórdia/UNC   | 8            |

## Statistiques

### Palmarès par club
| Rang  | Club                  | Vainqueur | Finaliste | Troisième | Victoires |
| ----- | --------------------- | --------- | --------- | --------- | --------- |
| 1     | CD Primeiro de Agosto | 1         | 0         | 0         | 2019      |
| 2     | China National Club   | 0         | 1         | 0         |           |
| 3     | Concórdia/UNC         | 0         | 0         | 1         |           |
| Total | Total                 | 1         | 1         | 1         | -         |

### Palmarès par nation
| Rang  | Nation | Vainqueur | Finaliste | Troisième | Podiums |
| ----- | ------ | --------- | --------- | --------- | ------- |
| 1     | Angola | 1         | 0         | 0         | 1       |
| 2     | Chine  | 0         | 1         | 0         | 1       |
| 3     | Brésil | 0         | 0         | 1         | 1       |
| Total | Total  | 1         | 1         | 1         | 3       |